# ウィリアム・ブラックストン

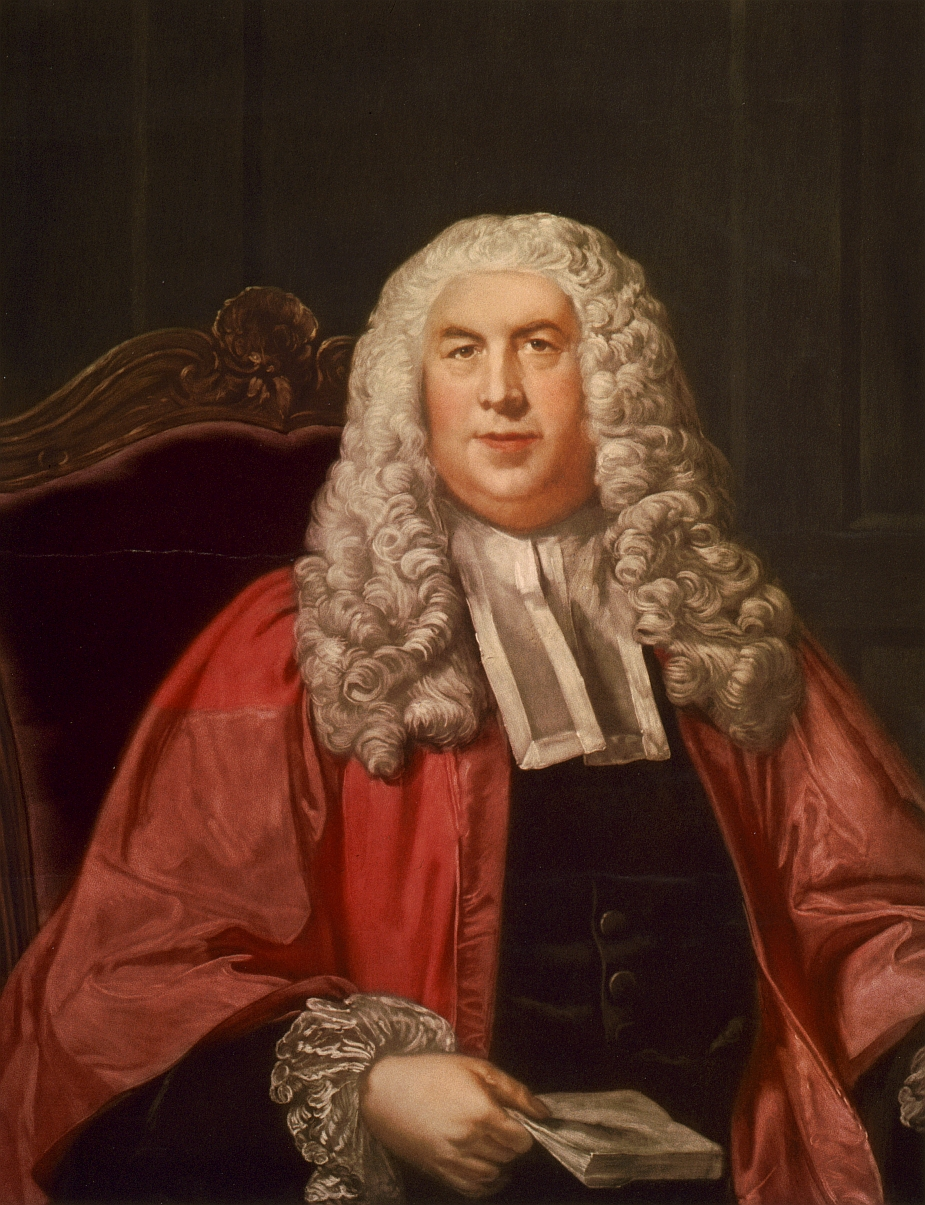
ウィリアム・ブラックストン

サー・ウィリアム・ブラックストン（Sir William Blackstone、1723年7月10日 - 1780年2月14日）は、ジョージ3世の時代のイングランドの法学者である。代表的な著作である "Commentaries on the Laws of England"（1765年-1769年出版、『イギリス法釈義』）は、イギリス法の解説書であり、コモン・ローの歴史を研究する上で必携の書となっている。

## 人物
ブラックストンは絹織物商人の家に生まれ、オックスフォード大学ペンブルック・カレッジを卒業した。1743年に同大学の研究員に就任。1746年、ミドル・テンプルから法廷弁護士の資格を得、その後1758年まで法曹界に籍をおいた。その後ふたたびオックスフォードの教壇に戻り、法学の講師となった。その後マグナ・カルタに関する論文を執筆し、王室弁護士にも就任した。
ブラックストンが執筆した『イングランド法釈義』は現代アメリカの裁判においてもしばしば引用され、英米法のなかではなくてはならない書のひとつとなっている。その一方で、同書はカトリシズムへの反感もにじませている。ブラックストンは熱心なホイッグといわれ、ホイッグ史観の先駆的存在とも批判される。

## ブラックストン率
「10人の真犯人を逃すとも、1人の無辜を罰するなかれ」という独自の教えがブラックストン率と呼ばれている。

## 著書
- Elements of Architecture (1743)
- An Abridgement of Architecture (1743)
- The Pantheon: A Vision (1747)
- An Analysis of the Laws of England (1756)
- A Discourse on the Study of the Law (1758)
- The Great Charter and the Charter of the Forest, with other authentic Instruments (1759)
- A Treatise on the Law of Descents in Fee Simple (1759)
- Commentaries on the Laws of England『イギリス法釈義』または『英法釈義』 (1765-1769)[1]
- Reports in K.B. and C.P., from 1746 to 1779 (1781)